# Eugen Sandow
Eugen Sandow (Friederich Wilhem Müller: Königsberg, actual Kaliningrado, 2 de abril de 1867-Londres, 14 de octubre de 1925) fue un deportista de origen prusiano. 
Se considera a Eugen Sandow como el padre del culturismo moderno, al haber sido el primero en realizar exhibiciones de musculatura. Sandow pregonaba un “ideal griego” en cuanto a las proporciones del cuerpo humano y fue uno de los primeros en comercializar equipos de ejercicios, tales como pesas y poleas.

## Primeros años de vida
Sandow se convirtió en un gran admirador de las estatuas de la antigua Grecia y Roma cuando su padre lo llevó a Italia de niño. A la edad de 19 años, Sandow ya realizaba proezas de fuerza en distintos espectáculos. El legendario Florenz Ziegfeld vio a este joven forzudo y lo contrató para su espectáculo. Pronto se dio cuenta de que la audiencia estaba más impresionada por la musculatura de Sandow que por el peso que levantaba, así que Ziegfeld hizo que ejecutara distintas poses en los espectáculos junto con las demostraciones de fuerza. También añadió otras demostraciones, como romper cadenas colocadas en el pecho de Sandow y algunas más. El muchacho pronto se volvió una sensación y la estrella principal de Ziegfeld.

## Métodos de cultura física

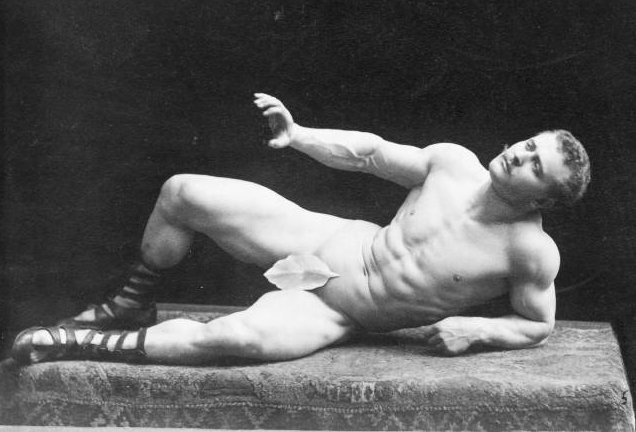
El Ideal Griego: físico moldeado a las proporciones exactas de las esculturas grecorromanas. En esta foto, Sandow representa la pose de una estatua romana.

La semejanza del físico de Sandow con el que presentaban las estatuas griegas y romanas no era casual. Acostumbraba a medir las estatuas de mármol en los museos y ayudó a desarrollar el "Ideal Griego" como  fórmula para un físico perfecto. Construyó su físico siguiendo exactamente esas proporciones y debido a esto está considerado el padre del culturismo moderno, ya que fue uno de los primeros atletas en desarrollar intencionalmente su musculatura hacia unas dimensiones predeterminadas. En su libro Fuerza y cómo obtenerla afirmaba que los pesos hasta 80 libras deben levantarse por 10 repeticiones; de 80 a 100 libras deben levantarse con 6 repeticiones y los pesos superiores a 100 libras han de levantarse 3 veces. Los ejercicios que utilizó para conseguir su físico pueden encontrarse en su libro El sistema de entrenamiento físico de Sandow.

## Películas
En 1894, Sandow apareció en una película corta de los Estudios Edison. En esta película, aparece parte de un espectáculo con el deportista mostrando sus músculos. También en 1894 apareció en un cortometraje que formó parte de la primera película comercial exhibida en la historia.

## Carrera y vida personal
Sandow hacía representaciones por toda Europa, y marchó a Estados Unidos para actuar en la Exposición Mundial Colombina de Chicago de 1893. Podía vérsele en una caja negra de terciopelo con el cuerpo cubierto en polvo blanco para asemejarse aún más a una estatua de mármol viva. Escribió varios libros de culturismo y nutrición, y predicó que un estilo de vida sano era algo tan importante como tener una mente clara.
Se casó con Blanche Brooks y tuvo dos hijas. Constantemente estaba en compañía de otras mujeres que hasta pagaban dinero por tocar sus músculos flexionados entre bastidores después de sus actuaciones. También tenía una relación cercana con un músico y compositor al que contrató para acompañarle en los shows. Este hombre era Martinus Sieveking, un agraciado seguidor al que puede verse en el libro El sistema de entrenamiento físico de Sandow. 
Sandow fue autor de 5 libros: El sistema de entrenamiento físico de Sandow, Fuerza y como obtenerla, Culturismo, Fuerza y Salud, La vida es movimiento y La construcción y reconstrucción del cuerpo humano. También organizó un curso de instrucción física por correo y un negocio de equipamiento para gimnasia, además de ser el inventor de un sistema de entrenamiento que utilizaba una mancuerna cargada con muelles y bandas elásticas. Su fama fue decisiva para popularizar los equipos de entrenamiento en casa. También dio su nombre a los cigarros Sandow, el Cacao de fuerza y salud de Sandow y la revista Sandow dedicada a la cultura física. Abrió un Estudio de Cultura Física en Londres, uno de los primeros gimnasios modernos, que hizo atractivo el ejercicio a todas las clases sociales. 

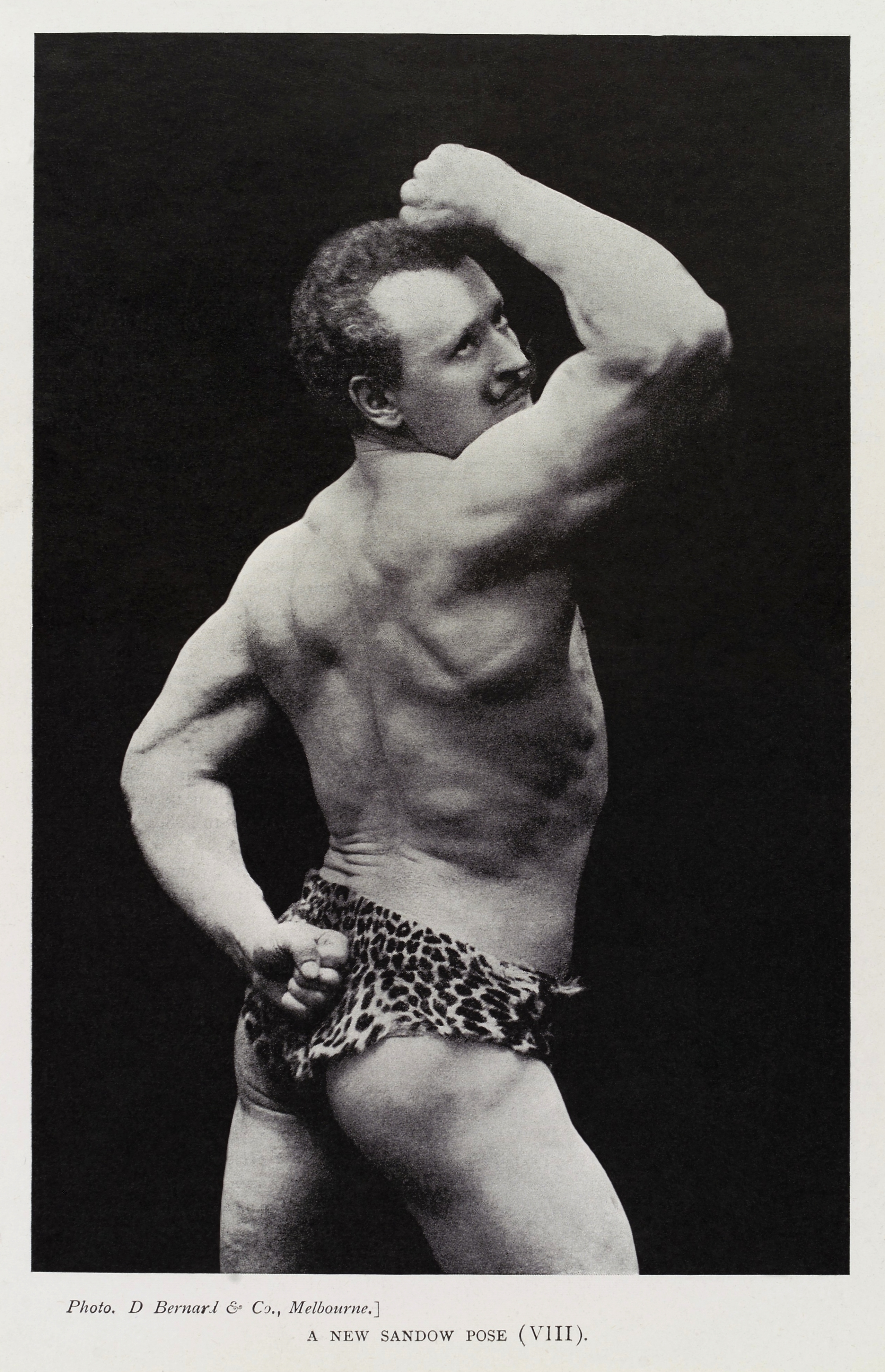
«Una nueva pose de Sandow (VIII)», de la Revista de cultura física de Sandow (1902).

Sandow también organizó el primer concurso de culturismo el 14 de septiembre de 1901 en el Royal Albert Hall de Londres. El concurso se llamó The Great Competition (“La Gran competición”).
Fue amigo del rey Jorge V de Inglaterra, Thomas Edison y Arthur Conan Doyle, entre otros. El actor Nat Pendleton representó a Sandow en la película de 1936 El Gran Ziegfeld.

## Muerte
Murió en Londres el 14 de octubre de 1925. Surgió una historia oficiosa de su muerte que afirmaba que murió a consecuencia de un ataque cardíaco, justo después de empujar su coche fuera del fango en que estaba atascado. La verdadera causa de su muerte, sin embargo, estuvo relacionada con complicaciones con la sífilis. Fue enterrado en una tumba sin lápida por deseo de su esposa Blanche (que nunca se divorció de él) en el cementerio Putney Vale, cerca de Londres. En 2002, fue añadida a la tumba una placa de mármol blanco por el autor Thomas Manly, admirador de Sandow. La inscripción en letras de oro decía: «Eugen Sandow, 1867-1925, el padre del culturismo». En 2008, la tumba fue comprada por Chris Davies, tataranieto de Sandow. La lápida colocada por Thomas Manly fue entonces retirada y reemplazada por otra con ocasión del aniversario del nacimiento del culturista, el 2 de abril de 2008. La nueva lápida simplemente tiene inscrito "SANDOW" en vertical a imitación de las estelas funerarias de la Antigua Grecia.

## Legado

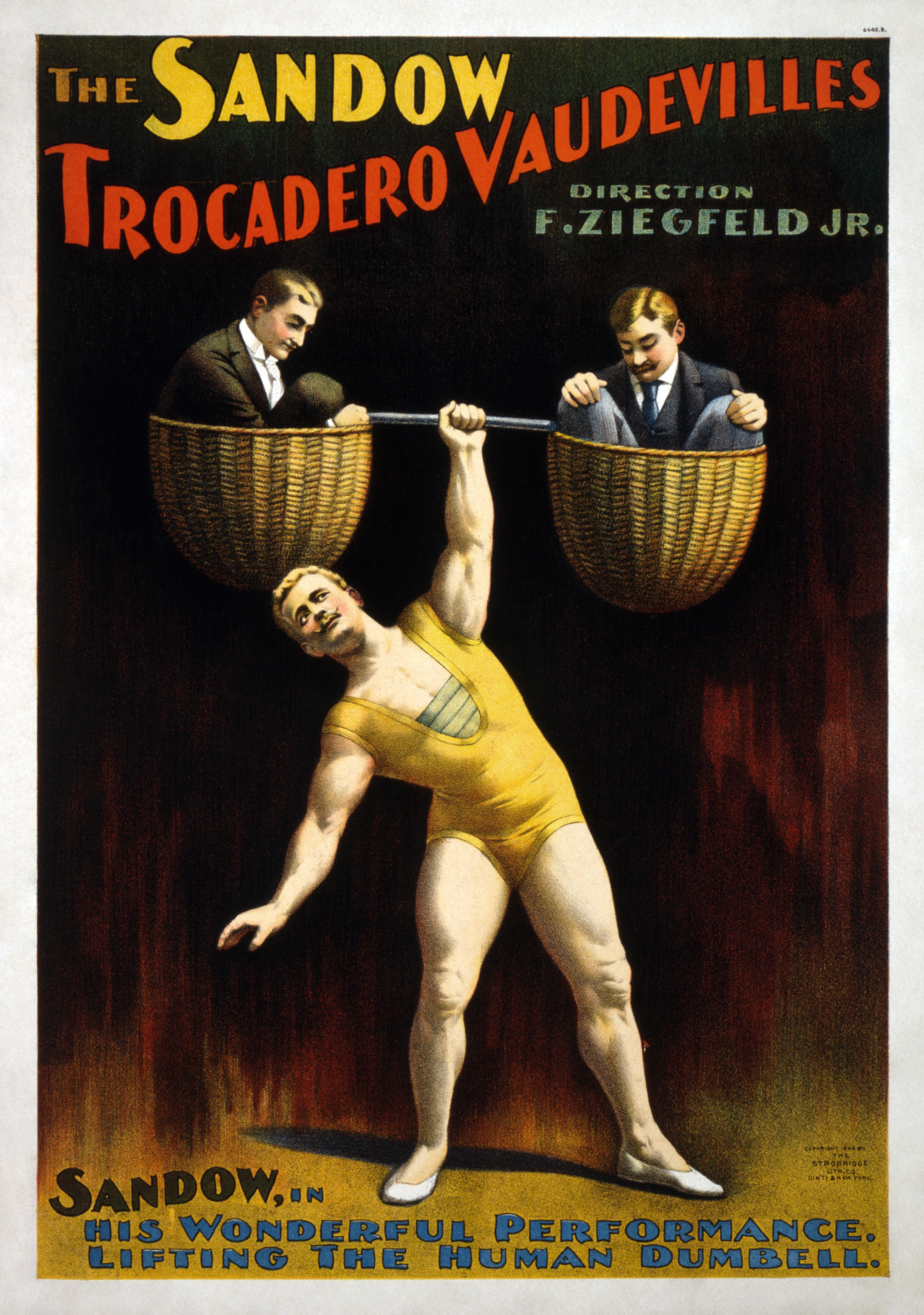
Litografía de 1894 que muestra a Sandow. Biblioteca del Congreso de Estados Unidos.

Como reconocimiento a su contribución al deporte del culturismo, la estatua de bronce que se entrega al vencedor del concurso Mr Olympia representa la figura de Eugen Sandow. El autor de esta estatuilla es Frederick Pomeroy y se la conoce simplemente como "El Sandow".
Una biografía titulada Sandow el Magnífico - Eugen Sandow y los inicios del Culturismo fue escrita por David L. Chapman en 1994. En 2002 el autor Thomas Manly publicó una novela titulada Por el amor de Eugen que narra una historia de fantasmas, teniendo a Sandow como principal protagonista.